# Temnocerus longiceps
Temnocerus longiceps là một loài bọ cánh cứng trong họ Rhynchitidae. Loài này được C.J. Thomson miêu tả khoa học năm 1888.